# الذخائر الذكية المصغرة
الذخائر الذكية المصغرة (MAM) هي عائلة من القنابل الموجهة بالليزر و/أو الموجهة بنظام تحديد المواقع العالمي/نظام تحديد المواقع العالمي (GPS/INS) التي تنتجها شركة روكيتسان التركية لصناعات الدفاع.
طورت هذه الذخائر للمركبات الجوية غير المأهولة، والطائرات الهجومية الخفيفة، والطائرات المقاتلة والمهام الجوية البرية للمنصات الجوية ذات سعة الحمولة المنخفضة. يمكن لهذه الذخائر التعامل مع الأهداف الثابتة والمتحركة بدقة عالية.

## الاستخدام القتالي
- عملية درع الفرات [5]
- عملية غصن الزيتون [6]
- عملية درع الربيع [7]
- عملية المخلب [8]
- الهجوم التركي على شمال شرق سوريا عام 2019 [9]

مستخدمو الذخائر الذكية المصغرة (بما في ذلك مالي)

- حرب ناغورنو كاراباخ الثانية
- هجوم وسط ليبيا
- الغزو الروسي لأوكرانيا
- حرب تيجراي [10]
- حرب مالي

## المستخدمون
- ألبانيا
- أذربيجان[1]
- بنغلاديش: جيش بنغلاديش
- ليبيا: حكومة الوفاق الوطني
- المغرب
- مالي
- باكستان [11]
- بولندا
- قطر
- السعودية[12]
- تونس
- تركيا
- أوكرانيا

## منصات الإطلاق
- بايراكتار أكينجي
- بايراكتار TB2
- تاي أكسونجور
- تاي أنكا
- TAI Hürkuş ( طائرة تدريب أساسية وطائرة هجوم أرضي للقوات المسلحة التركية )
- فيستيل كارايل